# Peterson Ridge
Peterson Ridge ist ein Gebirgskamm in der antarktischen Ross Dependency. In der Königin-Alexandra-Kette erstreckt er sich vom westlichen Teil des Massivs des Storm Peak in den Marshall Mountains in nördlicher Richtung.
Ein Geologenteam der Ohio State University, das zwischen 1969 und 1970 in diesem Gebiet tätig war, nahm die Benennung vor. Namensgeber ist Donald N. Peterson, der diesem Team angehört und von diesem Gebirgskamm basaltische Lava zu petrologischen und paläomagnetischen Studien gesammelt hatte.